# Естественный свет
«Естественный свет» (венг. Természetes fény) — венгерский художественный фильм 2021 года режиссёра Денеша Надя, экранизация романа Пала Завады «Наше чужое тело» с Ференцем Сабо в главной роли. Его действие происходит во время Второй мировой войны. Картина удостоилась «Серебряного медведя» на 71-м Берлинском кинофестивале, но при этом получила неоднозначные отзывы критиков.

## Сюжет
Действие фильма происходит весной 1943 года, его герои — венгерские военные, действующие в оккупированной части России (где-то на границе Белоруссии с Брянской областью). Отряд ненадолго располагается на постой в деревне, потом идёт в лес против партизан и подвергается обстрелу. Офицер погибает, командование переходит к капралу Шеметке. Вернувшись в деревню, венгры видят повешенным старосту, который их принимал. Они запирают местных жителей в сарае, но семерым удаётся бежать.
В этот момент появляется ещё один венгерский отряд во главе с офицером Колезаром, старым знакомым Шеметки. Колезар отсылает капрала в лес, а в его отсутствие сжигает сарай вместе с людьми. Шеметке он объясняет, что отослал его, чтобы сберечь, потому что «грех всегда рядом». Потом Колезар отправляет капрала в госпиталь вместе с ранеными. Шеметка решает не докладывать об убийстве крестьян и получает две недели отпуска на поездку к семье.
Литературной основой сценария стал роман венгерского писателя Пала Завады «Наше чужое тело». Его действие охватывает 20 лет (1930—1950), и сценарист взял только небольшую часть текста с событиями, происходящими на протяжении трёх дней.

## В ролях
В съёмках участвовали только непрофессиональные актёры. Солдат сыграли люди, набранные в сельской местности в Венгрии, крестьян — латыши.
- Ференц Сабо — Шеметка
- Ласло Байко — Колезар
- Дьюла Франча — майор
- Эрно Штуль — Вушкан
- Марекс Лапескис — Михаил
- Криштиан Козо — Козо

## Оценки
Премьера «Естественного света» состоялась в феврале 2021 года на 71-м Берлинском кинофестивале, в рамках основной программы. Фильм получил «Серебряного медведя» за лучшую режиссуру, но при этом многие критики были им разочарованы. Обозреватель журнала «Сеанс» Лариса Малюкова пишет о слишком незамысловатых и сентиментальных метафорах, красивостях и банальностях, общей «ушибленности» эстетики «беспощадным шедевром Климова („Иди и смотри“) и другими предвестниками его стиля». По словам критика, режиссёр Денеш Надь в какой-то момент становится заложником собственного подчёркнуто бесстрастного метода: он слишком старательно прячет эмоции, и в результате «технически безупречный фильм не вызывает эмпатии». Малюкова охарактеризовала «Естественный свет» как «негромкий и, прямо скажем, не новаторский фильм в стиле сурового реализма о моральном выборе», который мог подкупить жюри Берлинале своей «попыткой превращения чудовищной катастрофы в оптический артефакт».
По мнению обозревателя «Российской газеты» Валерия Кичина, картина, «выдержанная на одной ноте, при всем гуманизме её посыла, становится для зрителя испытанием», «по локальности художественной задачи её легче представить в коротком метре». Для Кичина «Естественный свет» — «фильм одновременно и сильный способностью передать состояние всеобщей душевной заморозки, и невыносимый из-за полного небрежения автора своей обязанностью хоть чем-то зацепить зрителя, удержать его внимание, вызвать его на диалог»; критик считает, что Надь не смог выстроить внятный рассказ, что материал и стиль он выбрал с единственной целью — снять фильм на пленэре с соблюдением санитарной дистанции в условиях пандемии.
Обозреватель «Фильм.ру» Владислав Шуравин охарактеризовал картину как «настолько же противоречивую, насколько и прекрасную в своей простоте». Сюжетный минимализм здесь соседствует, по его словам, с «монструозной тягучей формой», красота живописных кадров «кроется скорее в эстетике разложения и смерти», в ряде эпизодов «вся изобразительность исчерпывается мастерским мизансценированием и тоской в глазах непрофессиональных актёров».